# (294) Фелиция
(294) Фелиция (лат. Felicia) — небольшой астероид главного пояса, который был открыт 15 июля 1890 года французским астрономом Огюстом Шарлуа в обсерватории Ниццы. Происхождение названия неизвестно.

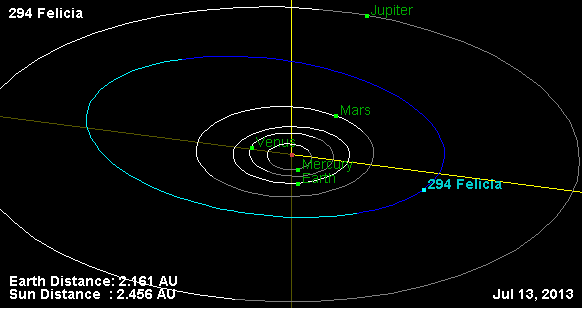
Орбита астероида Фелиция и его положение в Солнечной системе

В ночь на 30 марта 2022 года состоялось покрытие астероидом Фелиция (16,0 m) звезды TYC 0849-00402-1 (11,8 m) в созвездии Льва. Полоса покрытия прошла по европейской части территории России.